# Zelotes
|  | Per a altres significats, vegeu «zelotes (aranya)». |

Els zelotes eren grups radicals a l'Israel del segle i fundat per Judes el Galileu poc després de néixer Jesús. El nom, en hebreu קנאים Qannaïm, fa referència al zel religiós guardat pels seus membres. El seu objectiu era una Judea independent de l'Imperi Romà mitjançant la lluita armada tal com va succeir en la Gran Revolta Jueva del 66-70 durant la qual van prendre control de Jerusalem i van massacrar la guarnició romana, o durant el setge de Massada.
Els zelotes van ser la facció més radical del judaisme de la seva època, i es van enfrontar freqüentment a altres faccions com els fariseus o saduceus, raó per la qual el vocable zelota ha passat a ser sinònim en diversos idiomes d'intransigència o radicalisme militant. Per a alguns historiadors són considerats com un dels primers grups terroristes de la història, ja que utilitzaven el segrest i l'homicidi de civils que al seu entendre col·laboraven amb el govern romà, per a dissuadir als altres de fer el mateix. Una facció radicalitzada coneguda com els sicarii es va distingir per la seva particular virulència i sectarisme.
En el Nou Testament és conegut el capítol en la qual la llibertat de Barrabàs, un líder zelota pres, és preferida per una munió a la de Jesús de Natzaret, testificant la popularitat d'aquest moviment en la seva època. Al seu torn, s'ha especulat que dos dels apòstols, Judes Iscariot i Simó el zelota podien haver participat o simpatitzat amb aquest moviment.